# ستيف براون (ملحن)
ستيف براون (بالإنجليزية: Steve Brown)‏ هو ملحن بريطاني، ولد في 1958.

## وصلات خارجية
- ستيف براون على موقع IMDb (الإنجليزية)
- ستيف براون على موقع ميوزك برينز (الإنجليزية)
- ستيف براون على موقع ميوزك برينز (الإنجليزية)
- ستيف براون على موقع ديسكوغز (الإنجليزية)
- ستيف براون على موقع قاعدة بيانات الفيلم (الإنجليزية)